# 稲垣武
稲垣 武（いながき たけし、1934年（昭和9年）12月12日 - 2010年（平成22年）8月5日）は、日本のフリーランスジャーナリスト。
朝日新聞記者・『週刊朝日』副編集長を務めた。

## 略歴
埼玉県生まれ。終戦時は国民学校5年生で、教科書墨塗りを体験したと述懐している。
兵庫県立神戸高等学校に進み、中学生から高校生にかけてはアグネス・スメドレーやエドガー・スノーによる毛沢東伝『中国の赤い星』を貪り読み（伝説化した）延安時代の毛沢東の詩詞を暗唱できるほどにまでなった。高校一年生時には日本共産党の青年支部民主青年同盟に加盟申請するも不認可となり、市会議員選挙で日本共産党候補の選挙運動に励んだ。しかし選挙後大腸カタルで1週間ほど入院、入院中にフランス & 水野 (1950)を読んだことで退院とともに党活動を中止し、ブリントン, 岡 & 篠原 (1952)を読んだことや、20代間もない時期のハンガリー動乱で共産主義に対する幻想を捨てたという。
京都大学文学部西洋史学科を卒業して1960年（昭和35年）に朝日新聞社に入社。地方支局、大阪本社整理部などに在籍したが、1960年代後半の文化大革命により毛沢東に深く幻滅。1972年（昭和47年）に『週刊朝日』で副編集長を務め、以後出版プロジェクト室幹事、調査研究室主任研究員などを歴任し1989年（平成元年）に定年より繰り上げ退社。
退社後の1991年（平成3年）『諸君!』7月号より『朝日新聞血風録』を4回連載、古巣の朝日新聞の左翼的な体質を批判して世に知られ、同誌11月号に『ソ連に憑かれた人々』を寄稿。更に翌92年7月号から1994年5月号まで続編『「悪魔祓い」の戦後史』を長期連載し進歩的文化人を批判した。1994年に『「悪魔祓い」の戦後史』は文藝春秋で出版、第3回山本七平賞を受賞した（没後の2015年にPHP研究所で新装復刊）。
後に1996年から2008年まで『正論』にて「マスコミ照魔鏡」を定期連載し、大手新聞の記事・報道番組を論評した。関連講演・シンポジウムにも参加した。2010年（平成22年）に多臓器不全のため死去。75歳没。

## 著作

### 単著
- 『昭和20年8月20日 内蒙古・邦人四万奇跡の脱出』PHP研究所、1981年8月。 - 付：参考・引用文献。
  - 『昭和20年8月20日 日本人を守る最後の戦い 四万人の内蒙古引揚者を脱出させた軍旗なき兵団』光人社〈光人社NF文庫〉、2012年1月。ISBN 978-4-7698-2719-1。新装版2018年8月 - 文献あり。
- 『沖縄悲遇の作戦 異端の参謀八原博通』新潮社、1984年6月。ISBN 4-10-353101-0。 - 付：八原博通主要参考・引用文献。
  - 『沖縄悲遇の作戦 異端の参謀八原博通』光人社〈光人社NF文庫〉、1998年12月。ISBN 4-7698-2218-9。
  - 『沖縄悲遇の作戦 異端の参謀八原博通 新装版』光人社〈光人社NF文庫〉、2004年1月。ISBN 4-7698-2218-9。再訂版2024年4月
- 『革命家 チャンドラ・ボース』新潮社、1986年8月。ISBN 4-10-353102-9。- スバス・チャンドラ・ボース略史、参考・引用文献：221-227頁。
  - 『革命家 チャンドラ・ボース－祖国解放に燃えた英雄の生涯』潮書房光人社〈光人社NF文庫〉、2013年9月。ISBN 4-7698-2798-9。- 稲垣 (1986)の再刊。
  - 『革命家 チャンドラ・ボース－日本人とともにインドを独立させた男』潮書房光人新社〈産経NF文庫〉、2023年7月。ISBN 4-7698-7061-2。- 新装改版
- 『平賀源内 江戸の夢』新潮社、1989年8月。ISBN 4-10-353103-7。- 平賀源内年表および参考図書・文献：222-231頁。
- 『この技術が巨大市場を創る 最先端技術と未来社会の読み方』PHP研究所、1989年8月。ISBN 4-569-52572-5。
- 『朝日新聞血風録』文藝春秋、1991年12月。ISBN 4-16-346020-9。
  - 『朝日新聞血風録』文藝春秋〈文春文庫〉、1996年6月。ISBN 4-16-736503-0。解説櫻井よしこ
  - 『朝日新聞血風録』潮書房光人新社〈産経NF文庫〉、2023年2月。ISBN 4-7698-7056-6。解説髙山正之
- 『「悪魔祓（）い」の戦後史 進歩的文化人の言論と責任』文藝春秋、1994年8月。ISBN 4-16-349170-8。- 付：戦後史主要年表。第3回山本七平賞受賞作。
  - 『「悪魔祓い」の戦後史 進歩的文化人の言論と責任』文藝春秋〈文春文庫〉、1997年8月。ISBN 4-16-736504-9。- 索引あり。解説松原隆一郎
  - 『「悪魔祓い」の戦後史 進歩的文化人の言論と責任』（改訂新装版）PHP研究所、2015年2月。ISBN 978-4-569-82384-3。- 索引あり。
- 『新聞裏読み逆さ読み マスコミの生理と病理』草思社、1996年4月。ISBN 4-7942-0689-5。
- 『達人の手の内 時代を読む74の着眼』PHP研究所、1997年3月。ISBN 4-569-55551-9。
- 『怒りを抑えし者 評伝・山本七平』PHP研究所、1997年5月。ISBN 4-569-55323-0。- 山本七平著作目録・年譜：462-500頁。
- 『「悪魔祓い」の現在史 マスメディアの歪みと呪縛』文藝春秋、1997年11月。ISBN 4-16-353570-5。- 年表あり。
- 『「悪魔祓い」のミレニアム 袋小路脱出へのメディアの役割』文藝春秋、2000年4月。ISBN 4-16-356160-9。- 年表あり。
- 『新聞・テレビはどこまで病んでいるか』小学館〈小学館文庫〉、2001年10月。ISBN 4-09-402456-5。
- 『北朝鮮に憑かれた人々－政治家、文化人、メディアは何を語ったか』PHP研究所、2003年2月。ISBN 4-569-62651-3。再編
- 『このヒジョーシキが日本を滅ぼす』恒文社21(出版) 恒文社(販売)、2004年1月。ISBN 4-7704-1109-X。

### 共著
- 江坂彰 共著『「デフレ不況」は逆転発想で生き抜け』文藝春秋、1995年10月。ISBN 4-16-350850-3。
- 渡辺利夫、西岡力・岡崎久彦・小島朋之・田久保忠衛 共著『アジアは油断大敵！ 北朝鮮、香港、中国…動乱のシナリオを読む』PHP研究所、1997年9月。ISBN 4-569-55679-5。
- 加地伸行 共著『日本と中国永遠の誤解 異母文化の衝突』文藝春秋、1999年3月。ISBN 4-16-354910-2。両者は同窓生
  - 加地伸行 共著『日本と中国永遠の誤解 異母文化の衝突』文藝春秋〈文春文庫〉、2002年2月。ISBN 4-16-736505-7。
- 古森義久、井沢元彦 共著『朝日新聞の大研究 国際報道から安全保障・歴史認識まで』扶桑社、2002年4月。ISBN 4-594-03495-0。
  - 古森義久、井沢元彦 共著『朝日新聞の大研究 国際報道から安全保障・歴史認識まで』扶桑社〈扶桑社文庫〉、2003年7月。ISBN 4-594-04114-0。
- 石原慎太郎 ほか 著、PHP研究所 編『検証・靖国問題とは何か』PHP研究所、2002年7月17日。ISBN 978-4-569-62266-8。全16名

### 編著
- 稲垣武 編『新・常識的防衛論 こうすれば日本は守れる』PHP研究所、1981年12月。
- 稲垣武 編『日本の国家戦略 90年代のシナリオと選択』PHP研究所、1984年8月。ISBN 4-569-21367-7。- 述：岡崎久彦ほか。

### 育児
- 野末源一 共著 『頭のいい赤ちゃんができる本』二見書房〈サラ・ブックス〉、1982年12月
  - 野末源一 共著 『頭のいい赤ちゃんができる本 赤ちゃんの脳をグングン育てる50の知恵』二見書房〈サラ・ブックス〉、2004年7月
- 国分義行 共著 『赤ちゃんの教科書　頭のいい子に育てる大脳トレーニング法　頭の良し悪しは幼稚園までに決まる！』二見書房〈サラ・ブックス〉、1984年2月
  - 国分義行 共著 『0歳からの脳トレーニング　頭のよさは幼稚園までに決まる』二見書房〈サラ・ブックス〉、2005年3月
- 野末源一 共著『元気な赤ちゃんが生まれる本』二見書房〈サラ・ブックス〉、1987年3月。ISBN 4-576-87028-9。- 付：参考文献。
- エミリ－・ニ－ダム・ウィリアムズ『赤ちゃんを理数系に強く育てる本』稲垣武 監訳、二見書房〈サラ・ブックス〉、1988年5月。ISBN 4-576-88035-7。- 原タイトル：High tech babies。

## 関連文献
- アナトール・フランス 著、水野成夫 訳『神々は渇く』白水社〈アナトオル・フランス長篇小説全集 第7巻〉、1950年。NDLJP:1693956。
  - アナトール・フランス 著、水野成夫 訳『神々は渇く』（新装復刊）白水社〈アナトール・フランス小説集 2〉、2000年9月。ISBN 4-560-04882-7。
- クレーン・ブリントン『革命の解剖』岡義武・篠原一 共訳、岩波書店〈岩波現代叢書〉、1952年。NDLJP:2990993。
- M・スコット・ペック 著、森英明 訳『平気でうそをつく人たち 虚偽と邪悪の心理学』草思社、1996年12月25日。ISBN 978-4-7942-0741-8。
  - M・スコット・ペック 著、森英明 訳『平気でうそをつく人たち 虚偽と邪悪の心理学』草思社文庫、2011年8月12日。ISBN 978-4-7942-1845-2。